# Euphorbia astyla
Euphorbia astyla — вид рослин із родини молочайних (Euphorbiaceae), що зростає у північно-східній Мексиці й Техасі.

## Опис
Це багаторічна трава 5–25(50) см заввишки. Стрижневий корінь дерев'янистий або волокнисто-м'ясистий, завтовшки 5–12 мм. Листки супротивні, кулясто-ниркоподібні, серцеподібні до вушкоподібних, цілісні, гострі, голі. Квітки жовто-зелені. Коробочки яйцеподібні та широкотрикутні, 1.5–1.9(2.5) × 1.4–1.6(2.2) мм, голі. Насіння біле, довгасте, 4-кутове в поперечному перерізі. 2n = 28 Цвітіння та плодоношення пізньої весни – початку осені.

## Поширення
Зростає у північно-східній Мексиці (Коауїла, Нуево-Леон) й Техасі. Населяє пустелі, луки, вапнякові субстрати, як правило, на дуже засолених або лужних ґрунтах; на висотах 700–1100 метрів